# Rasa de l'Estany
La Rasa de l'Estany és un afluent per la dreta del Riu Negre, que transcorre íntegrament pel terme municipal de Riner (Solsonès).

## Descripció
Neix a la Font del Bisbe, a 814 msnm i s'escola al llarg de 5.801 metres seguint la direcció predominant cap a les 2 del rellotge. Durant el seu curs el seu marge esquerre passa a prop de les masies de l'Estany i la Vall i el seu marge dret passa a tocar de les masies de la Plana Rodona i del Bosc del Duc. Desguassa al Riu Negre a 547 msnm sota del Castell de Riner.

## Perfil del seu curs
| Recorregut (en m.) | Altitud (en m.) | Pendent |
| ------------------ | --------------- | ------- |
| 0                  | 814             | -       |
| 500                | 745             | 7,8%    |
| 1.000              | 747             | 5,6%    |
| 1.500              | 724             | 4,6%    |
| 2.000              | 689             | 7,0%    |
| 2.500              | 667             | 4,4%    |
| 3.000              | 653             | 2,8%    |
| 3.500              | 643             | 2,0%    |
| 4.000              | 633             | 2,0%    |
| 4.500              | 608             | 5,0%    |
| 5.000              | 592             | 3,2%    |
| 5.500              | 564             | 5,6%    |
| 5.801              | 547             | 5,7%    |

## Xarxa hidrogràfica
La xarxa hidrogràfica de la Rasa de l'Estany està integrada per un total de 15 cursos fluvials dels quals 12 són subsidiaris de 1r nivell i 2 ho són de 2n nivell. La totalitat de la xarxa suma una longitud de 16.225 m.

### Distribució per termes municipals
Tota la xarxa transcorre pel terme municicpal de Riner